# Sony Ericsson P910
Sony Ericsson P910 — трёхдиапазонный смартфон фирмы Sony Ericsson, выпущенный в 2004 как преемник модели P900. Снят с производства.
P910 имеет сенсорный дисплей с матрицей 262 144 цветов, а также полноценную QWERTY-клавиатуру, расположенную на флип-крышке аппарата. В отличие от своего предшественника (P900), у данного аппарата появился слот для карт памяти Memory Stick PRO Duo объёмом до 1 Гб (в дальнейшем у большинства телефонов SonyEricsson стала появляться такая же возможность); а также была расширена собственная память с 16 до 64 Мб. Телефон работает на операционной системе Symbian и на процессоре ARM9 с тактовой частотой 156 МГц.
Одной из ключевых особенностей P910 является способность ввода текста несколькими способами: с помощью QWERTY-клавиш на откидной крышке телефона (как обычным методом, так и с помощью словаря T9), с помощью опознавания почерка (с предварительной установкой программного обеспечения Jot-Pro), а также с помощью виртуальной клавиатуры на сенсорном экране.
Смартфон также предоставляется в трёх версиях:
- P910i (GSM 900/1800/1900)
- P910c (GSM 900/1800/1900; для КНР)
- P910a (GSM 850/1800/1900; для Северной Америки и Латинской Америки)

Модификации отличаются от основной модели незначительными преимуществами: поддержкой HTML-кода, улучшенной цифровой клавиатурой и слегка изменённым дизайном корпуса.
Преемник этой модели — Sony Ericsson P990 — был выпущен в начале 2006.
| Общие характеристики                        | Общие характеристики |
| ------------------------------------------- | --- |
| Диапазоны частот                            | GSM 900, GSM 1800, GSM 1900 |
| Смартфон                                    | да |
| Платформа                                   | UIQ |
| Тип корпуса                                 | с откидной крышкой |
| QWERTY-клавиатура                           | есть |
| Антенна                                     | встроенная |
| Вес                                         | 155 г |
| Размеры                                     | 115x58x26 мм |
| Звонки                                      | |
| Тип мелодий                                 | 24-голосная полифония, MP3-мелодии |
| Виброзвонок                                 | есть |
| Редактор мелодий                            | есть |
| Связь                                       | |
| Интерфейсы                                  | IRDA, COM-порт, USB, Bluetooth |
| Доступ в интернет                           | WAP 2.0, GPRS, HSCSD, POP/SMTP-клиент, HTML |
| Модем                                       | есть |
| Синхронизация с компьютером                 | есть |
| Сообщения                                   | |
| Дополнительные функции SMS                  | ввод текста со словарём, шаблоны сообщений |
| MMS                                         | есть |
| EMS                                         | есть |
| Другие функции                              | |
| Громкая связь(встроенный динамик)           | есть |
| Управление                                  | голосовой набор, голосовое управление, голосовые метки |
| Автодозвон                                  | есть |
| Звуковая индикация времени разговора        | есть |
| Режимы кодирования звука HR, FR, EFR        | есть |
| Дополнительная информация                   | |
| Комплектация                                | телефон, инструкция, зарядное устройство, станция синхронизации, замшевая тряпочка, 2 CD с программным обеспечением, кобура, 32 МБ карта MS Duo, запасной стилус |
| Экран                                       | |
| Тип экрана                                  | цветной TFT экран, 262144 цветов, сенсорный |
| Размер изображения                          | 208x320 пикс. |
| Индикация                                   | времени разговора |
| Мультимедийные возможности                  | |
| Встроенная фотокамера                       | 640x480 (0.30 млн пикс.) |
| Запись видеороликов                         | есть |
| Аудио                                       | MP3-проигрыватель, поддержка WMA |
| Диктофон                                    | есть |
| Игры                                        | есть |
| Java-приложения                             | есть |
| Объём встроенной памяти                     | 64 МБ |
| Тип карты памяти                            | Memory Stick Duo, макс. объём — 2 ГБ |
| Питание                                     | |
| Тип аккумулятора                            | Li-polymer |
| Ёмкость аккумулятора                        | 1260 мАч |
| Время разговора                             | 13:00 ч: мин |
| Время ожидания                              | 400:00 ч: мин |
| Время заряда                                | 2:00 ч: мин |
| Записная книжка и органайзер                | |
| Поиск по книжке                             | есть |
| Обмен между SIM-картой и внутренней памятью | есть |
| Прямой (flash) набор                        | 9 номеров |
| Органайзер                                  | будильник, калькулятор, планировщик задач |

## Похожие модели
- Sony Ericsson P800i
- Sony Ericsson P900i
- Sony Ericsson P990i

- Motorola A920
- Motorola A925
- Motorola A1000
- Motorola M1000

- Nokia 6708